# 楊標
楊標（1525年—？），字廷瞻，號溯川（遡川），江西臨江府清江縣人，民籍，明朝政治人物。

## 生平
嘉靖三十四年乙卯科（1555年）江西鄉試第六十六名舉人。嘉靖三十五年（1556年）中式丙辰科會試第一百四十六名，三甲第七十六名進士。礼部观政，授行人司行人，四十一年七月选授陕西道試御史，四十三年巡按山東，復除湖广道御史，隆慶三年（1569年）巡按廣東，五年四月升光禄寺少卿，六年四月升应天府府丞，万历三年（1575年）二月考察，降一级调外任。万历八年（1580年）四月降补湖广左参议，九年七月升浙江副使，十年七月升福建右参政，十二年十二月降广东左参议，十四年二月升云南副使，十五年六月升本省右参政。

## 家族
曾祖楊福田；祖父楊中達；父楊天衢，母王氏。弟杨楷。